# Alfortville
 Alfortville é uma comuna francesa na região administrativa da Ilha-de-França, no departamento de Val-de-Marne. Estende-se por uma área de 3,67 km². Em 2010 a comuna tinha 44 446 habitantes (densidade: 12 110,6 hab./km²).

## Transportes
A cidade é bem servida pelos transportes públicos com:
- A estação de metrô École Vétérinaire de Maisons-Alfort da linha 8 embora localizada em Maisons-Alfort está localizado perto dos distritos do norte de Alfortville;
- as duas estações do RER D: Maisons-Alfort - Alfortville e Le Vert de Maisons servem diretamente a cidade;
- Cinco linhas de ônibus da RATP atravessam a comuna:
  - 103 (École Vétérinaire de Maisons-Alfort ↔ Rungis-Marché international) ;
  - 125 (Paris — Porte d'Orléans ↔ École Vétérinaire de Maisons-Alfort) ;
  - 172 (Bourg-la-Reine ↔ Créteil - L'Échat) ;
  - 217 (Vitry-sur-Seine RER ↔ Hôtel de Ville de Créteil) ;
  - 325 (Paris — Quai de la Gare ↔ Château de Vincennes).

No futuro, Alfortville também será servida por uma das linhas de metrô do Grand Paris Express se conectando à linha RER D ao nível da estação de Le Vert de Maisons.

## Toponímia
- Ver a página : Maisons-Alfort, Alfortville foi um antigo bairro desta comuna.[2]

## História

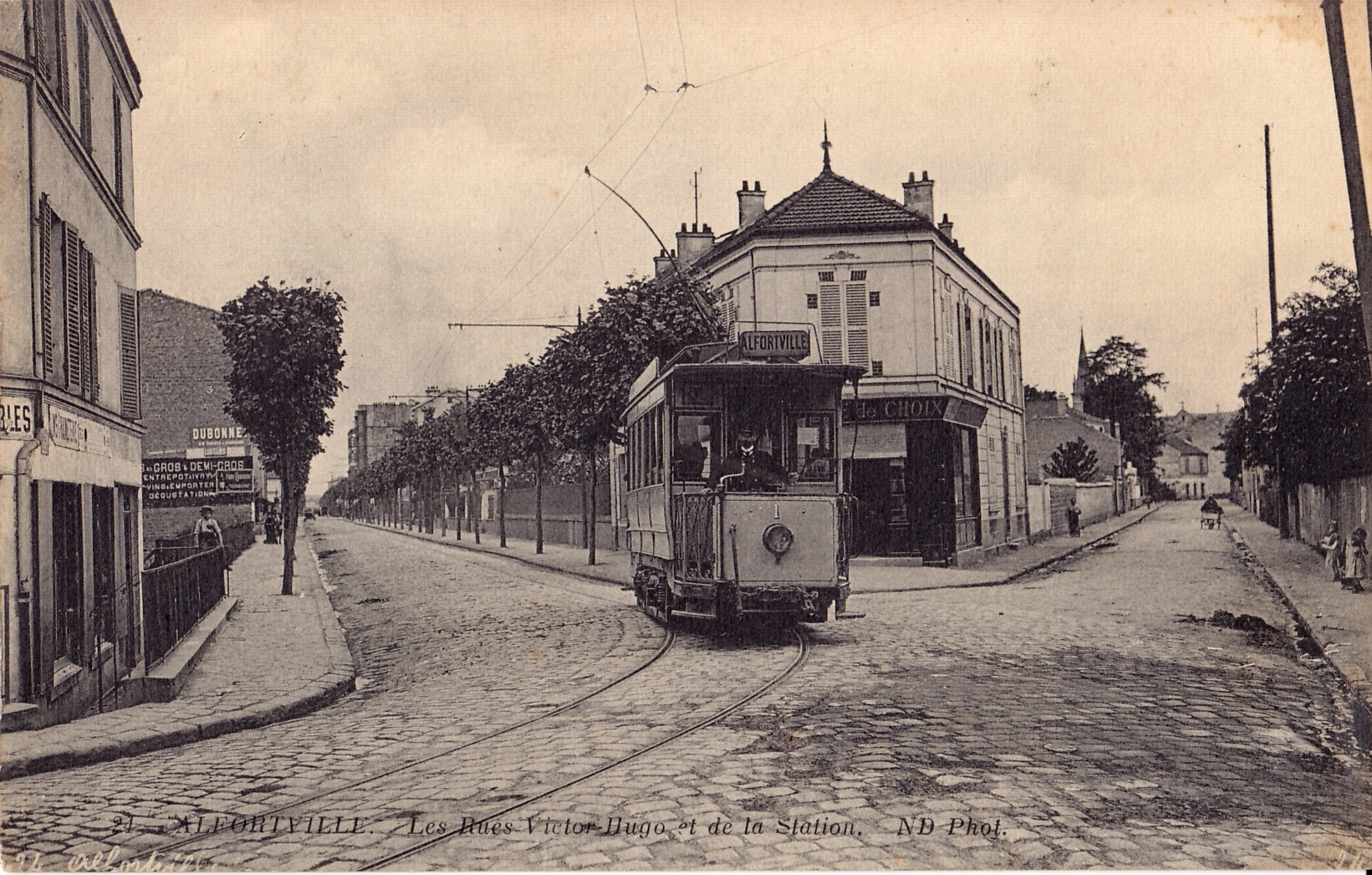
A comuna foi servida por tramways da compagnie des tramways de l'Est parisien e depois da STCRP (ancestral da RATP) no início do século XX.

A comuna de Alfortville foi criada em 1 de abril de 1885 se separando de Maisons-Alfort.
A linha ferroviária Paris-Lyon marcou a fronteira entre as duas novas comunas.
Em 4 de junho de 1944, os cais do Sena foram bombardeados pelos Anglo-Americanos.

## Demografia
| 1856 | 1861 | 1866 | 1872 | 1876 | 1881 | 1886  | 1891  | 1896   |
| ---- | ---- | ---- | ---- | ---- | ---- | ----- | ----- | ------ |
| -    | -    | -    | -    | -    | -    | 6 603 | 7 984 | 11 634 |

| 1901   | 1906   | 1911   | 1921   | 1926   | 1931   | 1936   | 1946   | 1954   |
| ------ | ------ | ------ | ------ | ------ | ------ | ------ | ------ | ------ |
| 15 980 | 17 455 | 18 267 | 22 779 | 24 896 | 29 473 | 30 078 | 27 940 | 30 195 |

| 1962 | 1968   | 1975   | 1982   | 1990   | 1999   | 2005   | - | - |
| --- | ------ | ------ | ------ | ------ | ------ | ------ | - | - |
| 32 332 | 35 023 | 38 057 | 36 231 | 36 119 | 36 232 | 42 800 | - | - |
| Para os censos de 1962 a 2006 a população legal corresponde à popolução sem duplicidades, segundo define o INSEE. |        |        |        |        |        |        |   |   |